# Börsenportal
Börsenportale sind Internetseiten, die umfassende Informationen zum internationalen Börsenhandel, Kursinformationen sowie Finanz- und Wirtschaftsnachrichten bündeln und bereitstellen. Das Leistungsspektrum der meist bankenunabhängigen Börsenportale kann sehr stark variieren, in der Regel versorgen sie jedoch grundsätzlich ihre Nutzer mit aktuellen Kurs- und Chartinformationen von z. B. Aktien, Fonds und Derivaten und entsprechenden Suchfunktionen für börsennotierte Wertpapiere. Die Kursinformationen werden kostenlos oder kostenpflichtig als sogenannte Realtime- oder als Neartime-Kurse (häufig mit einer 15-minütigen Zeitverzögerung) dargestellt. Darüber hinaus bieten bestimmte Börsenportale Portfolio- und Watchlist-Funktionalitäten an, mit denen das eigene Depot abgebildet werden kann bzw. sich interessante Werte beobachten und verfolgen lassen.

## Zweck eines Börsenportals
In der täglichen Nachrichtenflut und der unüberschaubaren Masse an börsennotierten und gehandelten Wertpapieren strukturieren und aggregieren Börsenportale diese Informationen. Neben Kreditinstituten, Investmenthäusern und institutionellen Anlegern bekommen damit auch Privatanleger die Möglichkeit, sich direkt vom heimischen PC aus über das weltweite Börsengeschehen zu informieren und aktiv daran teilzunehmen. Durch die angebotenen Realtime-Informationen sind Börsenportale auch für jene Anleger interessant, die sogenannten Intraday-Handel betreiben. 
Der traditionelle Parketthandel, welcher ja bereits durch die Computerbörsen stark an Gewichtung verloren hat, tritt so immer mehr in den Hintergrund.
Häufig werden von Börsenportalen weitere Services und Funktionalitäten angeboten, die die Suche und Analyse von Wertpapieren beschleunigen und vereinfachen als auch die zahlreichen Fachtermini der Börsenwelt erklären.

## Börsenblog
Ein Börsenblog ist ein Blog, in dem über die Börse im Allgemeinen und diverse Aktien im Speziellen berichtet wird. Dabei wird die aktuelle Börsensituation genauso analysiert wie ggf. auch einzelne Aktien. Manchmal werden sogar konkrete Anlagetipps gegeben.